# Bagisara pacifica
Bagisara pacifica là một loài bướm đêm trong họ Noctuidae.